# Giochi per il mio computer
Giochi per il mio computer, cunoscută și sub acronimul GMC, a fost o revistă italiană despre jocuri video pe calculator. 

## Istoric
În mai 1997, în urma divizării revistelor de jocuri pe calculator în două reviste separate, prima echipă editorială a fost formată din redactori care părăsiseră Studio Vit, care a continuat ulterior să publice revista Zeta, iar primul redactor-șef a fost Andrea Minini Saldini. 
Revista și-a sărbătorit numărul 100 în februarie 2005, iar numărul 196 (august-septembrie 2012) a fost ultimul al revistei. 
Structura internă a fost împărțită în opt secțiuni:
- editorial, care se referă la subiecte generale din lumea jocurilor video
- rubrica de scrisori ale cititorilor
- previzualizări ale celor mai așteptate jocuri
- recenzii generale
- secțiunea hardware, care include o rubrică dedicată rezolvării problemelor cititorilor
- așa-numitul "next level", o secțiune dedicată modurilor, jocurilor gratuite și chilipirurilor în general
- ghid pentru jocul complet, vândut lunar împreună cu revista
- credite de încheiere

## Listă de numere
|      | Ian | Feb | Mar | Apr | Mai | Iun | Iul | Aug | Sep | Oct | Nov | Dec | Crăciun |
| ---- | --- | --- | --- | --- | --- | --- | --- | --- | --- | --- | --- | --- | ------- |
| 1997 | -   | -   | -   | -   | 1   | 2   | 3   | 4   | 5   | 6   | 7   | 8   | -       |
| 1998 | 9   | 10  | 11  | 12  | 13  | 14  | 15  | 16  | 17  | 18  | 19  | 20  | -       |
| 1999 | 21  | 22  | 23  | 24  | 25  | 26  | 27  | 28  | 29  | 30  | 31  | 32  | 33      |
| 2000 | 34  | 35  | 36  | 37  | 38  | 39  | 40  | 41  | 42  | 43  | 44  | 45  | 46      |
| 2001 | 47  | 48  | 49  | 50  | 51  | 52  | 53  | 54  | 55  | 56  | 57  | 58  | 59      |
| 2002 | 60  | 61  | 62  | 63  | 64  | 65  | 66  | 67  | 68  | 69  | 70  | 71  | 72      |
| 2003 | 73  | 74  | 75  | 76  | 77  | 78  | 79  | 80  | 81  | 82  | 83  | 84  | 85      |
| 2004 | 86  | 87  | 88  | 89  | 90  | 91  | 92  | 93  | 94  | 95  | 96  | 97  | 98      |
| 2005 | 99  | 100 | 101 | 102 | 103 | 104 | 105 | 106 | 107 | 108 | 109 | 110 | 111     |
| 2006 | 112 | 113 | 114 | 115 | 116 | 117 | 118 | 119 | 120 | 121 | 122 | 123 | 124     |
| 2007 | 125 | 126 | 127 | 128 | 129 | 130 | 131 | 132 | 133 | 134 | 135 | 136 | 137     |
| 2008 | 138 | 139 | 140 | 141 | 142 | 143 | 144 | 145 | 146 | 147 | 148 | 149 | 150     |
| 2009 | 151 | 152 | 153 | 154 | 155 | 156 | 157 | 158 | 159 | 160 | 161 | 162 | 163     |
| 2010 | 164 | 165 | 166 | 167 | 168 | 169 | 170 | 171 | 172 | 173 | 174 | 175 | 176     |
| 2011 | 177 | 178 | 179 | 180 | 181 | 182 | 183 | 184 | 185 | 186 | 187 | 188 | -       |
| 2012 | 189 | 190 | 191 | 192 | 193 | 194 | 195 | 196 | 196 | -   | -   | -   | -       |